# Eleições municipais em Goiânia em 1958
A eleição municipal de Goiânia em 1958 foi realizada no dia 3 de outubro daquele ano, seguindo o calendário eleitoral da época, juntamente com as eleições estaduais em Goiás em 1958 como parte das eleições gerais no Distrito Federal, e em 20 estados e nos territórios federais do Acre, Amapá, Rondônia e Roraima.

## Candidatos
|  | Nº | Candidato(a) a prefeito | Candidato(a) a prefeito              | Candidato(a) a vice-prefeito        | Candidato(a) a vice-prefeito | Coligação     |
|  | -- | ----------------------- | ------------------------------------ | ----------------------------------- | ---------------------------- | ------------- |
|  | —  |                         | Jaime Câmara (PTB) Jaime Câmara      | Licardino de Oliveira Ney           | —                            | Sem coligação |
|  | —  |                         | Publio de Souza (PL) Publio de Souza | Olegário Moreira e Sebastião Cortes | —                            | Sem nome      |

## Resultado da eleição
| Turno único 3 de outubro de 1958 | Turno único 3 de outubro de 1958 | Turno único 3 de outubro de 1958 | Turno único 3 de outubro de 1958 |
| Candidato(a)                     | Vice                             | Votação                          | Votação                          |
| Candidato(a)                     | Vice                             | Total                            | Porcentagem                      |
| -------------------------------- | -------------------------------- | -------------------------------- | -------------------------------- |
| Jaime Câmara                     | —                                | 17.018                           |                                  |
| Publio de Souza                  | —                                | 13.442                           |                                  |
| Votos apurados                   |                                  |                                  |                                  |
| Votos válidos                    | Votos válidos                    | 30.460                           |                                  |
| Votos em branco                  | Votos em branco                  | 2.181                            |                                  |
| Votos nulos                      | Votos nulos                      | 1.345                            |                                  |
| Votos em separado                | Votos em separado                | 395                              |                                  |
| Total de votos apurados          | Total de votos apurados          | 34.381                           | 100,00%                          |
| Eleitores                        |                                  |                                  |                                  |
| Comparecimento                   |                                  |                                  |                                  |
| Abstenções                       |                                  |                                  |                                  |
| Total de eleitores               |                                  |                                  |                                  |

### Vereadores eleitos
| Candidato(a)                    | Partido | Votação |
| ------------------------------- | ------- | ------- |
| Iris Rezende Machado            | PTB     | 1.548   |
| José Afonso Sobrinho            | PTN     | 509     |
| Nion Albernaz                   | PTN     | 892     |
| Perseu Matias                   | PSP     | 884     |
| José Barbosa Reis               | PSD     | 815     |
| Brasil Limongi                  | PSD     | 746     |
| Heli Mesquita                   | UDN     | 735     |
| José Monteiro do Espírito Santo | PSD     | 636     |
| Evaristo Martins Ferreira       | PTN     | 616     |
| José Benedito Pinheiro          | PSD     | 585     |
| Boaventura Moreira de Andrade   | PTB     | 568     |
| Felisberto Pereira Braga        | PSD     | 549     |
| Tabajara Francisco Póvoa        | PSP     | 542     |
| Gabriel Elias Netto             | PTB     | 478     |
| José Luiz Bittencourt           | PSP     | 465     |
| José Rodrigues Naves Júnior     | UDN     | 385     |
| Antônio Barreto de Araújo       | PSB     | 271     |